# Senopati ing Alaga
El panembahan (honorable señor) Senopati Ingalaga o Senopati ing Alaga, (también escrito Senapati) conocido como Sutawijaya y cuyo nombre estilizado fue Senopati ing Alaga Sayiddin Kalifatullah Tanah Jawi, fue según algunas fuentes el primer soberano (según otras, el segundo) del Reino de Mataram, en la zona central de Java (actual Indonesia), entre los años 1574 o 1584 y 1601. Se conserva una leyenda, mantenida en la tradición javanesa, de que Panembahan Senopati recibió un mensaje divino que le aseguró que sus descendientes gobernarían Java.
Hijo de un sirviente de Joko Tingkir, fue adoptado por este, fundador y soberano del Reino de Pajang, como su hijo. Tanto él como su padre heredaron gracias a él un señorío llamado Mataram, que pronto se convertiría en un nuevo reino cuya dinastía iniciarían ellos. Senapati, tras hacerse con el control de Mataram (otras versiones dicen que lo tomó su padre), renunció al vasallaje de Pajang y lo conquistó en 1576. Por entonces el Islam competía en Java con el sincretismo religioso entre el hinduismo y las tradiciones javanesas, hecho que cumpliría un papel decisivo a partir del reinado de Agung, cuando el reino se convirtió en sultanato. Se dice que el nuevo dirigente del distrito de Mataram no quiso convertirse al islam y renovó las tradiciones hiduistas-javanesas, así como que impuso el islam en la región. Existen muchos problemas historiográficos que impiden comprender bien su reinado.
| Predecesor: Gede Pamanahan | Panembahan (honorable señor) de Mataram ¿1584?-1601 | Sucesor: Seda ing Krapyak |